# Ivano-Frankivszk
Ivano-Frankivszk (ukrán betűkkel: Івано-Франківськ, korábbi nevén oroszul: Станислав [Sztanyiszlav], ukránul: Станиславів [Sztaniszlaviv], lengyel nevén Stanisławów, németül: Stanislau)  város Ukrajnában, az Ivano-frankivszki terület közigazgatási központja. Ivano-Frankivszk a Kárpátmelléki régió legjelentősebb gazdasági és kulturális központja. Becsült népessége 2022. januári állapot szerint 238 ezer fő. A várost Ivan Franko ukrán költőről nevezték el.

## Földrajz

### Éghajlat
A város éghajlata kontinentális.
| Hónap                                                | Jan.  | Feb.  | Már.  | Ápr.  | Máj. | Jún. | Júl. | Aug. | Szep. | Okt.  | Nov.  | Dec.  | Év    |
| ---------------------------------------------------- | ----- | ----- | ----- | ----- | ---- | ---- | ---- | ---- | ----- | ----- | ----- | ----- | ----- |
| Rekord max. hőmérséklet (°C)                         | 16,1  | 20,9  | 29,0  | 28,2  | 32,2 | 33,9 | 37,1 | 37,2 | 34,0  | 29,0  | 22,1  | 19,1  | 37,2  |
| Átlagos max. hőmérséklet (°C)                        | −0,5  | 1,4   | 6,4   | 13,8  | 19,4 | 22,3 | 24,2 | 23,8 | 19,2  | 13,5  | 6,4   | 1,1   | 12,6  |
| Átlaghőmérséklet (°C)                                | −4,2  | −2,6  | 1,7   | 8,2   | 13,6 | 16,8 | 18,6 | 17,9 | 13,4  | 8,0   | 2,7   | −2,1  | 7,7   |
| Átlagos min. hőmérséklet (°C)                        | −8,2  | −6,6  | −2,6  | 2,9   | 7,9  | 11,3 | 13,1 | 12,4 | 8,1   | 3,2   | −0,8  | −5,5  | 3,0   |
| Rekord min. hőmérséklet (°C)                         | −33,9 | −31,0 | −25,3 | −11,1 | −3,9 | 0,0  | 5,8  | 0,0  | −4,0  | −14,2 | −19,3 | −35,7 | −35,7 |
| Átl. csapadékmennyiség (mm)                          | 28    | 36    | 38    | 56    | 79   | 100  | 104  | 77   | 63    | 52    | 30    | 39    | 702   |
| Forrás: http://climatebase.ru/station/33526/?lang=en |       |       |       |       |      |      |      |      |       |       |       |       |       |

## Történelem
A mai Ivano-Frankivszk területén eredetileg két falu létezett (1435–1475 közötti írások szerint) Zabłotowo és lengyel nevén Knihinin (ukránul Knyahinin), amelynek első említése 1437-ből való. Alapításának dátuma 1650. Városi jogokat 1662-ben kapott a Magdeburg törvény alapján. 1654-ben Stanislaw Rewera Potocki krakkói vajda földet  vásárolt a Rzeczkowski családtól, hogy ott erődöt építsen, a krími tatárok, a kozákok, és az oláhok a Rzeczpospolita elleni támadásainak kivédésére. Az erőd területét falak és vizesárkok vették körül. Az említett vajda tiszteletére kapta lengyel nevét.
A városnak két hatalmas bejárati kapuja volt. Az egyiket Galíciai, a másikat Tiszmenicjai kőkapunak hívták. 1663. augusztus 14-én II. János Kázmér lengyel király megadta a magdeburgi városi jogot és megerősítette a város címerhasználati jogát. A címeren a város nyitott kapui és mögötte három bástya látható. Az eredeti címeren a kapuban a Potockiak címere volt, a jelenlegin Mihály arkangyal van.. 1665-ben befejeződött az ott élő örmény kereskedők és Andrzej Potocki költségén épített örmény fatemplom. 1666-ban elkészült az első fából épült városháza. A népesség ugrásszerűen megnőtt az örmények megérkezésétől, akik elfogadták a görögkatolikus vallást. 1667-ben örmények tartózkodási jogot kaptak a városban.

Lengyelország nyelvi térképe 1937-ben

1668-ban Andrzej Potocki lehetővé tette hogy az ukrán közösség építsen egy templomot. Végül különböző közösségek telepedtek le, a vár területén ukránok és a lengyelek, az északkeleti városrészen örmények, a déli városrészen pedig a zsidók. 1672-ben befejeződött a vár részleges rekonstrukciója, a stanisławówi fa erődítmény helyére téglából épített kőkapu került. 1670-es években az ipar nagy fejlődésnek indult. Új iparágak jöttek létre: építők, kézművesek, kovácsok.
A 18. században 20 üzlet nyílt a városban, például cipőbolt, szabóműhely, szűcsműhely.
A 18–19. században a város nagy kereskedelmi és ipari központtá alakult át. 1772-ben Lengyelországban, 1804-től az Habsburg Birodalomban. 1864-től pedig a Osztrák–Magyar Monarchiában. 1848-ban a város elkezdte az első városi újság nyomtatását, és létrehozott egy parlamentet, amelybe ukrán képviselőket választottak.
A 19. század második felében a várost gyors fejlődés jellemezte, kapcsolatok és vállalkozások jöttek létre. 1884-ban Natalija Kobrinszka írónő vezetésével a városban megalakult az Orosz Nők Közössége, az első ukrajnai női egyenjogúsítási célú nőszervezet.
Az első világháború idején, 1915–1916-ban a városban heves harcok dúltak. A történelmi épületek egy része elpusztult. 1918-ban a Osztrák–Magyar Monarchia összeomlása után a város a Nyugat-ukrán Népköztársasághoz tartozott, egészen 1919-ig, amikor Lengyelországhoz csatolták. 1939-ben a Szovjetunióhoz került a város, akik ellenkeztek azokat jobbik esetben börtönbe zárták. A második világháború sok emberáldozatot követelt a városban, a meghalt katonák testét tömegsírokban temették el. 1989-ben feltárták a tömegsírokat, és mintegy 586 katonát temettek újra. Az áldozatok nagy része golyó általi halált halt. A temetésen több mint 300 ezer ukrán civil vett részt.
1962-ben Stanyiszlav 300 éves fennállását ünnepelte, ennek tiszteletére a várost átkeresztelték - a híres író és közéleti személyiség, Ivan Franko nevét vette fel.
1991 áprilisában a város lakói a szabad és független Ukrajnáért tüntettek. 1991-ben Ukrajna kikiáltotta függetlenségét, így a város hivatalosan a Ukrán Köztársasághoz tartozik.

## Népesség

### Lélekszámváltozás
A Központi Statisztikai Hivatal szerint 2010-ben a város lakossága 240600 fő.
| Év              | 1732  | 1792  | 1801  | 1849   | 1880   | 1914   | 1921   | 1931   | 1968   | 1989    | 2001    | 2008    | 2010    |
| --------------- | ----- | ----- | ----- | ------ | ------ | ------ | ------ | ------ | ------ | ------- | ------- | ------- | ------- |
| Népesség száma. | 3 300 | 5 448 | 6 192 | 10 864 | 18 626 | 64 000 | 51 391 | 60 256 | 96 000 | 226 453 | 230 443 | 239 100 | 240 600 |

### Demográfiai adatok
| 1732 — 1921  | 1732 — 1921 | 1732 — 1921 | 1732 — 1921 | 1732 — 1921 | 1732 — 1921 | 1732 — 1921 | 1732 — 1921 | 1989 — 2001-ig | 1989 — 2001-ig | 1989 — 2001-ig |
| Nemzetiség   | 1732        | 1793        | 1869        | 1880        | 1900        | 1910        | 1921        | 1989           | 2001           |                |
| ------------ | ----------- | ----------- | ----------- | ----------- | ----------- | ----------- | ----------- | -------------- | -------------- | -------------- |
| Ukránok      | 1 518       | 2 526       | 2 236       | 2 794       | 4 606       | 5 624       | 8 441       | 184 678        | 212 577        |                |
| Lengyelek    | 1 518       | 2 526       | 4 221       | 5 584       | 8 334       | 9 065       | 21 581      | 1 074          | 653            |                |
| Örmények     | 333         | 510         | 55          | 90          | 58          | --          | --          | --             | --             |                |
| Németek      | --          | --          | --          | 135         | 149         | --          | 1 076       | --             | --             |                |
| Zsidók       | 1 420       | 2 412       | 8 088       | 10 023      | 13 826      | 15 161      | 20 208      | 1 410          | 256            |                |
| Csehek       | --          | --          | --          | --          | 39          | --          | 11          | --             | --             |                |
| Oroszok      | --          | --          | --          | --          | --          | --          | --          | 35 292         | 13 876         |                |
| Fehéroroszok | --          | --          | --          | --          | --          | --          | --          | 1 699          | 633            |                |
| Egyéb        | --          | --          | 186         | --          | --          | --          | 74          | 2 300          | 1 263          |                |

A zsidók a XVIII században telepedtek le a városban. Főleg kereskedelemmel és kézművességgel foglalkoztak.
| A zsidó lakosság változása a városban |
| ------------------------------------- |

## Gazdaság

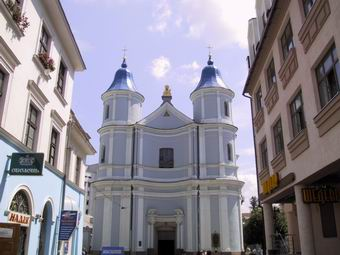
Autokefál pravoszláv templom

A város gazdasága az ipari, az építőipari, közlekedési, kommunikációs, valamint az immateriális gazdaságra épül. Ivano-Frankivszk, mint regionális központ, ahol az összes jelentős hálózati infrastruktúra piaci, pénzügyi, oktatási, egészségügyi és a kulturális
mind megtalálható. A város vezető gazdasági ágazata az ipar, amely 15%-a a város teljes foglalkoztatottságának. A városban 536 ipari vállalat van, közöttük több mint 50 nagyvállalat. 2005-ben több mint 2 milliárd euróval nőtt az ipargazdaság. A városközpontban társadalmi, kulturális, közigazgatási, és a banki intézmények találhatók.

## Közlekedés

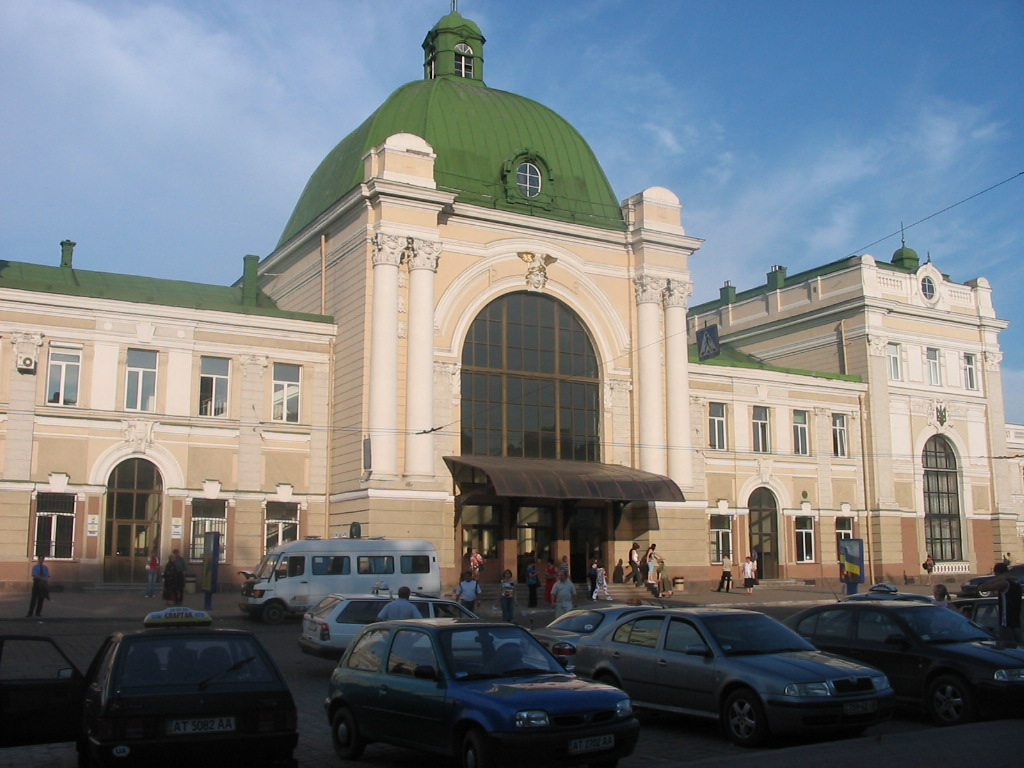
Ivano-frankivszki pályaudvar

### Vasúti közlekedés
Az ivano-frankivszki vasútvonal a Lvivbe vezető vasútvonal részét képezi. A települést érinti az Ivano-Frankivszk–Deljatin–Rahó-vasútvonal is.
A pályaudvarnak különböző terminált helysége van. A város vasúti közlekedése kifogástalan. Az ivano-frankivszki vonatok a város körüli szomszédos falvakban is megállnak, mint Uhrinyiv, Hriplin.

### Autóbusz-közlekedés
Az ivano-frankivszki új buszpályaudvar építése 2000-ben kezdődött, a Zaliznicja utcában. Az új pályaudvar felavatására 2010. május 22-én került sor. A megnyitón a város polgármestere, Viktor Anuskevicsusz megjegyezte, hogy az új buszpályaudvar csak részben fejeződött be. Ezenkívül azt is hangsúlyozta, hogy szükség van egy új buszmegállóra a város szélén.

## Turizmus
- Városháza - a városháza első épületét 1772-ben építették késő reneszánsz stílusban. Kőalapon álló kilencemeletes kör alakú bástyás építmény (1695-1870-ben építették át). Szűz Mária templom

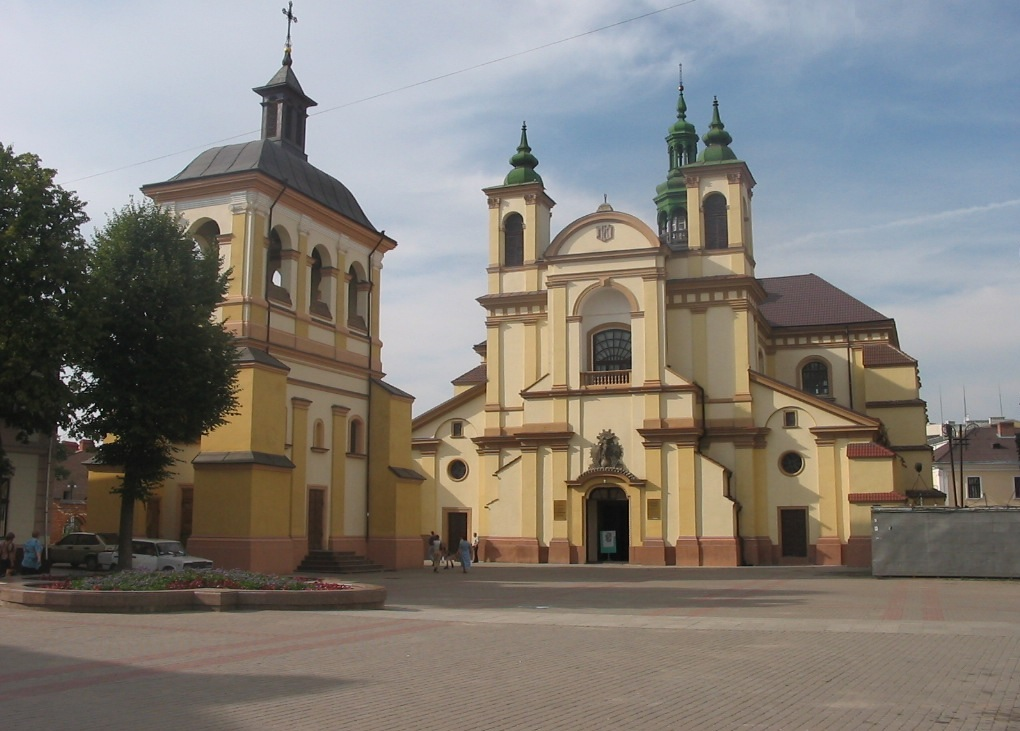
Szűz Mária templom

- Ivano-frankovszki vasútállomás (1866) - a vasútvonal az állomásnál kezdődik. 1999-ben elvégezték a főépület és az állomás előtti tér rekonstrukcióját, és az egész állomás korszerű arculatot kapott.
- Takarékpénztár - 1884-ben a Kazimiri és Roguszi utcák kereszteződésénél (ma Mazepa és Orlik utcák) nyitotta meg kapuit a városi takarékpénztár. Megépítése óta ez az építmény a város legimpozánsabb épülete.
- Autokefál pravoszláv templom (1742-1762) - a sztanyiszlávi örmény társaság kezdeményezésére épült késő barokk stílusban.
- Feltámadás görögkatolikus templom (jezsuita kegyhely) - a barokk stílusú terjedelmes templomot a jezsuita rendi barátok építtették.
- Szűz Mária-templom - a barokk és a reneszánsz stílusjegyeit is magán hordozza az építmény, amit F. Korassine és K. Benois hozták létre. Napjainkban itt található a Művészeti Múzeum
- Kárpátmelléki Irodalmi Múzeum - 1986. május 16-án hozták létre. Első kiállítását Ivan Franko születésének 130. évfordulójára rendezték meg. Minden kiállítása hűen tükrözi Prikarpattya irodalmi fejlődésének minden szakaszát.

## Kultúra

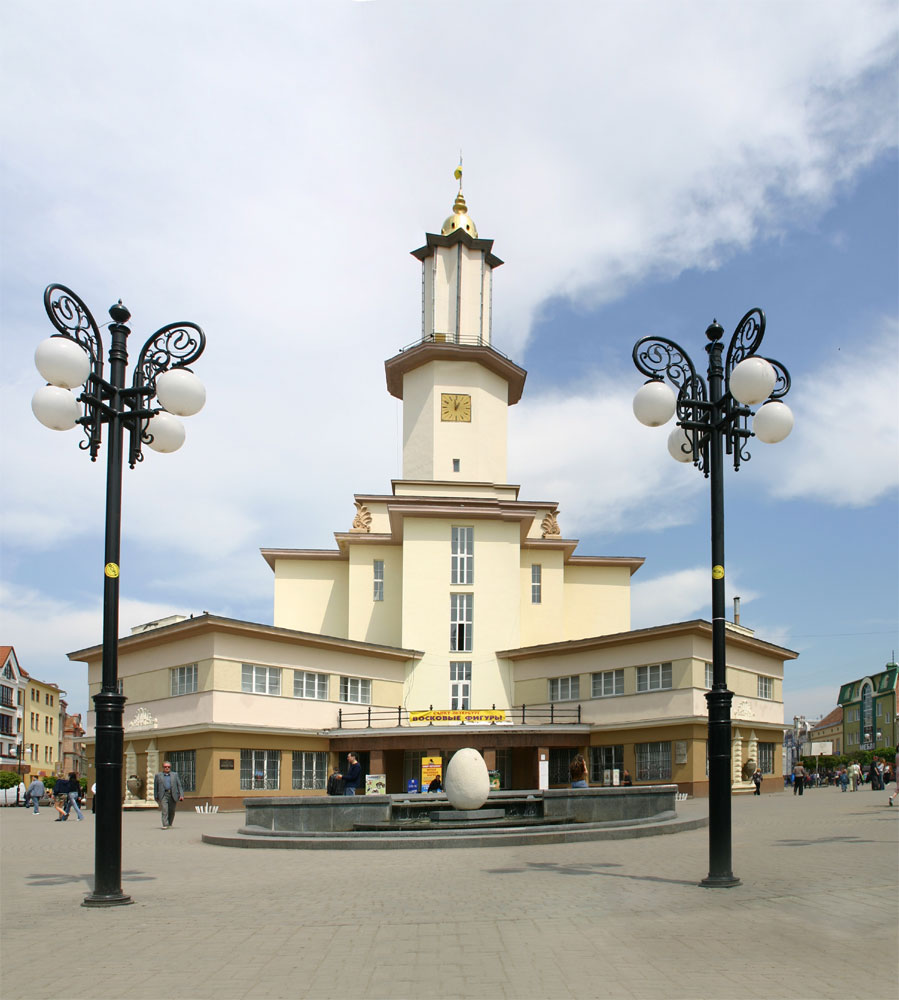
A régi városháza

### Színházak
- Ivano-Frankivszki Regionális Egyetemi és Drámai Színház, névadója Ivan Frankó. Cím: Függetlenség utca. 27-a.
- Ivano-Frankivszki Akadémiai Bábszínház, névadója Maria Pidgirianka. Cím: Lövész utca. 27.

### Múzeumok
- Ivano-Frankivszki Regionális Múzeum
- Ivano-Frankivszki Történelmi és Emlékmúzeum
- Kárpát Irodalmi Múzeum
- Kárpáti Nemzeti Kulturális Múzeum
- Kárpáti Nemzeti Történelmi Múzeum
- Lengyel Nemzeti Történelmi Múzeum
- A kommunista terror áldozatainak múzeuma
- Néprajzi Múzeum
- Geológiai Múzeum
- JSC Prikarpattyaoblenerho Múzeum

### Rendezvények

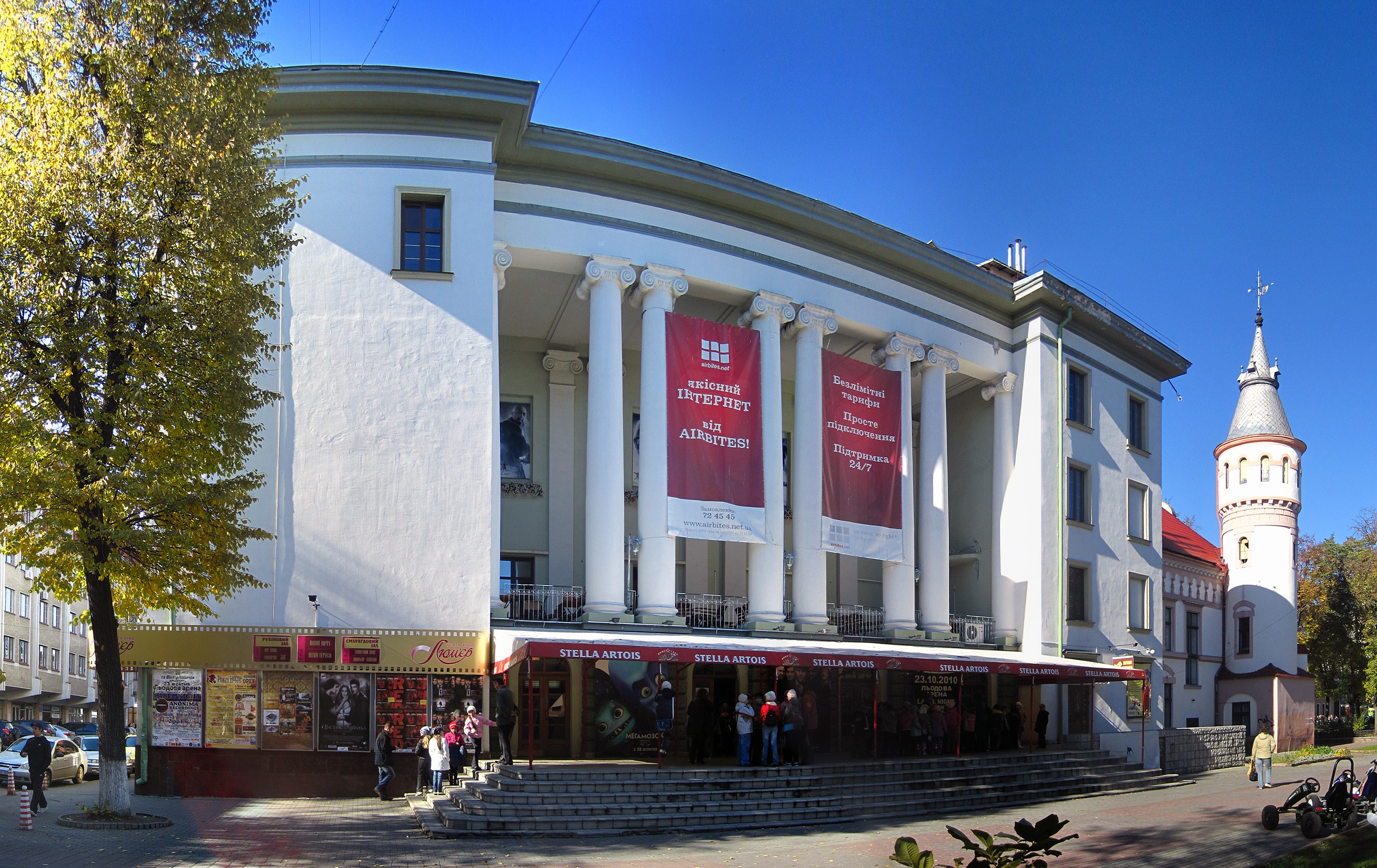
Lumière-mozi Ivano-Frankivszkban

- Minden év május 1-jén Művészeti Kulturális és Népi Fesztivál
- Ivano-Frankivszki Országos Művészeti fesztivál (minden év májusában)
- Karácsonyi Felvonulások január 7-14-ig
- Biennále Kortárs Művészeti Tárlat
- Nemzetközi Kovács Fesztivál
- Ifjúsági Zenei Fesztivál
- Nemzetközi Choral Zenei Fesztivál (1999 óta)
- 2010-ben első alkalommal Ivano-Frankivszki Középkori Fesztivál

## Média

### Rádióállomások
| #  | Név                    | Frekvencia |
| -- | ---------------------- | ---------- |
| 1  | Niko FM (Retro FM)     | 100,4 MHz  |
| 2  | MusicRádió (Rádió 4U)  | 100,9 MHz  |
| 3  | Russkoe Rádió Ukrajna  | 101,3 MHz  |
| 4  | Európa plus            | 102,0 MHz  |
| 5  | HIT FM Ukrajna         | 102,6 MHz  |
| 6  | Sarmanka               | 103,0 MHz  |
| 7  | Lux FM                 | 103,8 MHz  |
| 8  | Rádió "Nyugati pólus " | 104.30 MHz |
| 9  | Rádió "Dzvony"         | 105,8 MHz  |
| 10 | Autórádió Ukrajna      | 106,4 MHz  |
| 11 | Rádió-torony           | 107,0 MHz  |
| 12 | Rádió Era              | 107,8 MHz  |

## Sport
Népszerű labdarúgóklubok a városban:
- Szpartak
- Fáklya (FSK IFNTUOG)
- Hurrikán

A város számos sportban képviselteti magát. Ivano-Frankivszk legnépszerűbb kosárlabda csapata a BK Hoverla. 2008-as kosárlabda bajnokság óta a város büszkesége. A város másik kosárcsapata a Goverlyana is nagy sikert aratott, mottója: Haladás minden nap.
A Hoverla szerepel az európai kosárcsapatok top 100-as listáján.

### Sportklubok
- Ivano-Frankivszki sporthorgászati szövetség
- Ivano-Frankivszki Sportklub
- Sport táplálkozás
- Népi labdarúgóklub
- Goverla kosárlabda klub

## Oktatás és tudomány

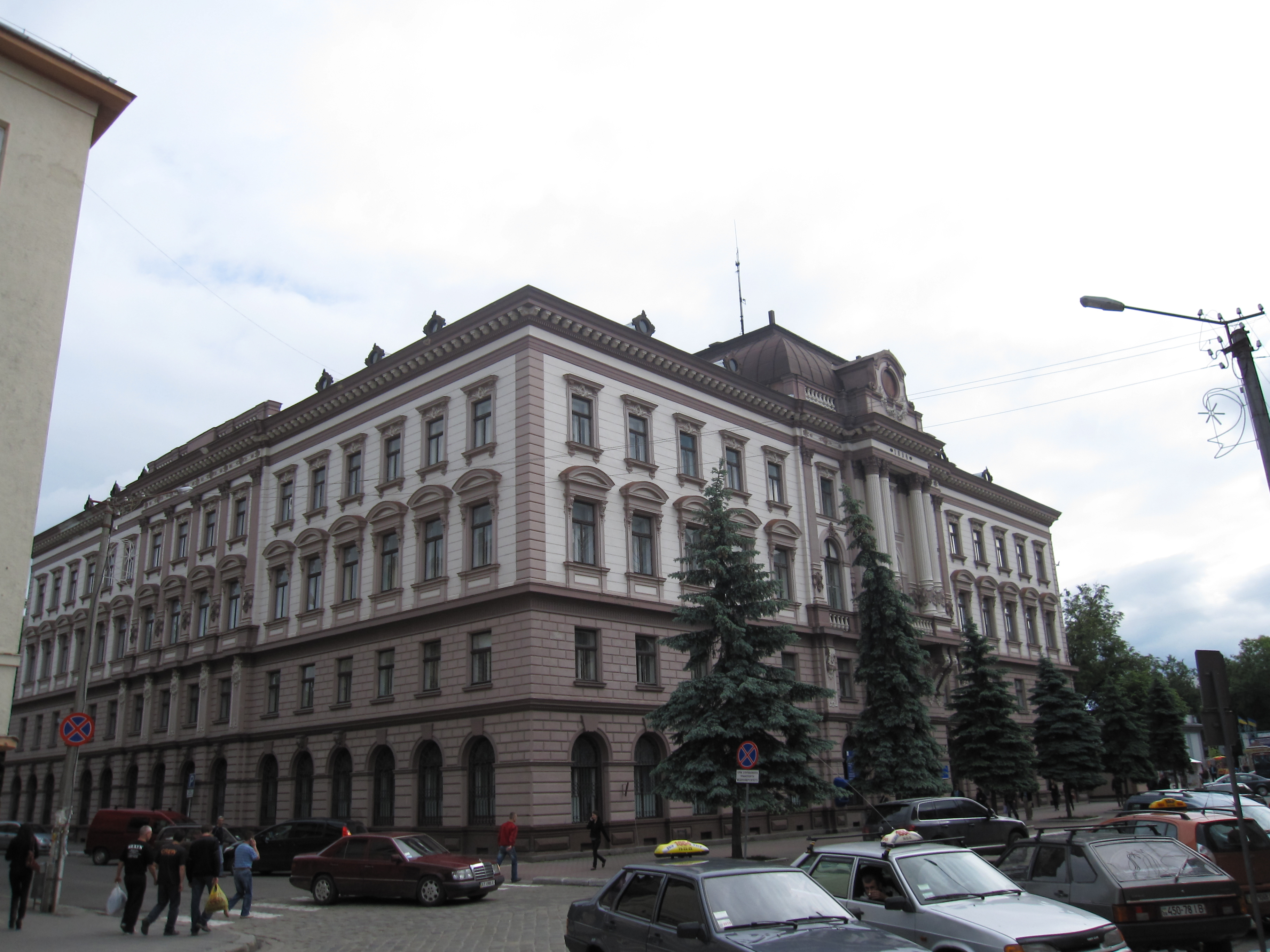
Állami Orvosi Egyetem

### Főiskolák
- Ivano-Frankivszki Kereskedelmi Műszaki Főiskola
- Ivano-Frankivszki Mezőgazdasági Főiskola
- Ivano-Frankivszki Nemzeti Műszaki Főiskola
- Ivano-Frankivszki Olaj és Gázipari Főiskola
- Ivano-Frankivszki Testnevelési Főiskola

### Egyetemek
- Ivano-Frankivszki Állami Orvosi Egyetem Stanyslavi kollégium 1900.

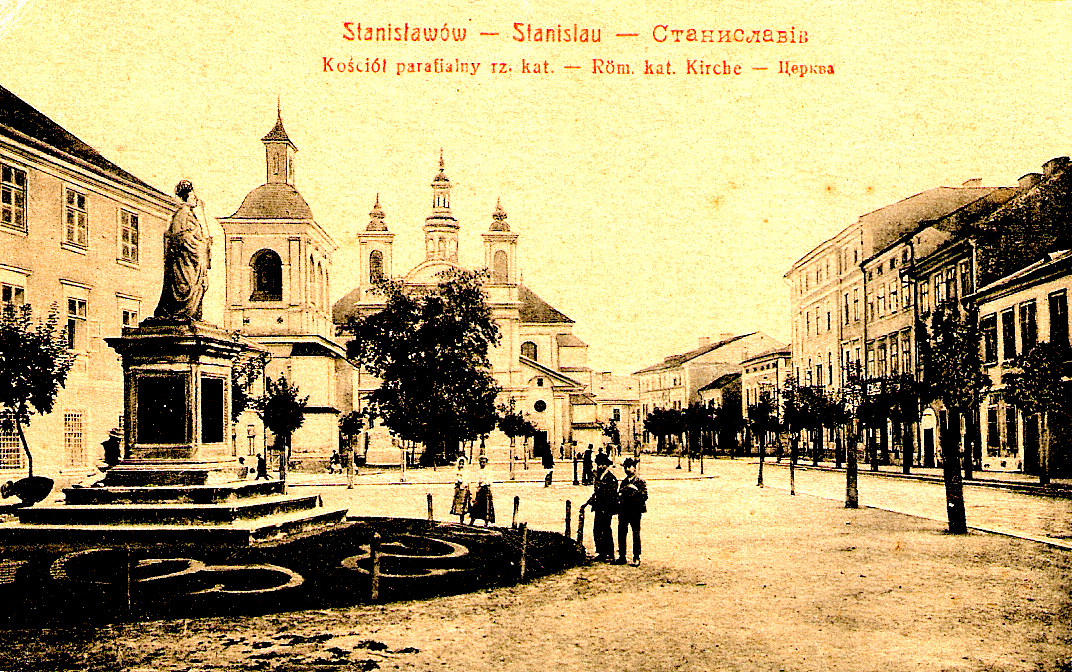
Stanyslavi kollégium 1900.

- Ivano-Frankivszki Menedzsment Egyetem
- Ivano-Frankivszki Jogi Egyetem
- Nyugat-Gazdasági Jogi Egyetem
- Vaszil Sztefanik Kárpátmelléki Nemzeti Egyetem
- Nemzetközi Tudományos és Technológiai Egyetem
- Ivano-Frankivszki Nemzeti Olaj- és Gázipari Műszaki Egyetem
- Ivano-Frankivszki Vezetéstudományi Intézet és Gazdaságtudományi Akadémia

## Testvérvárosok

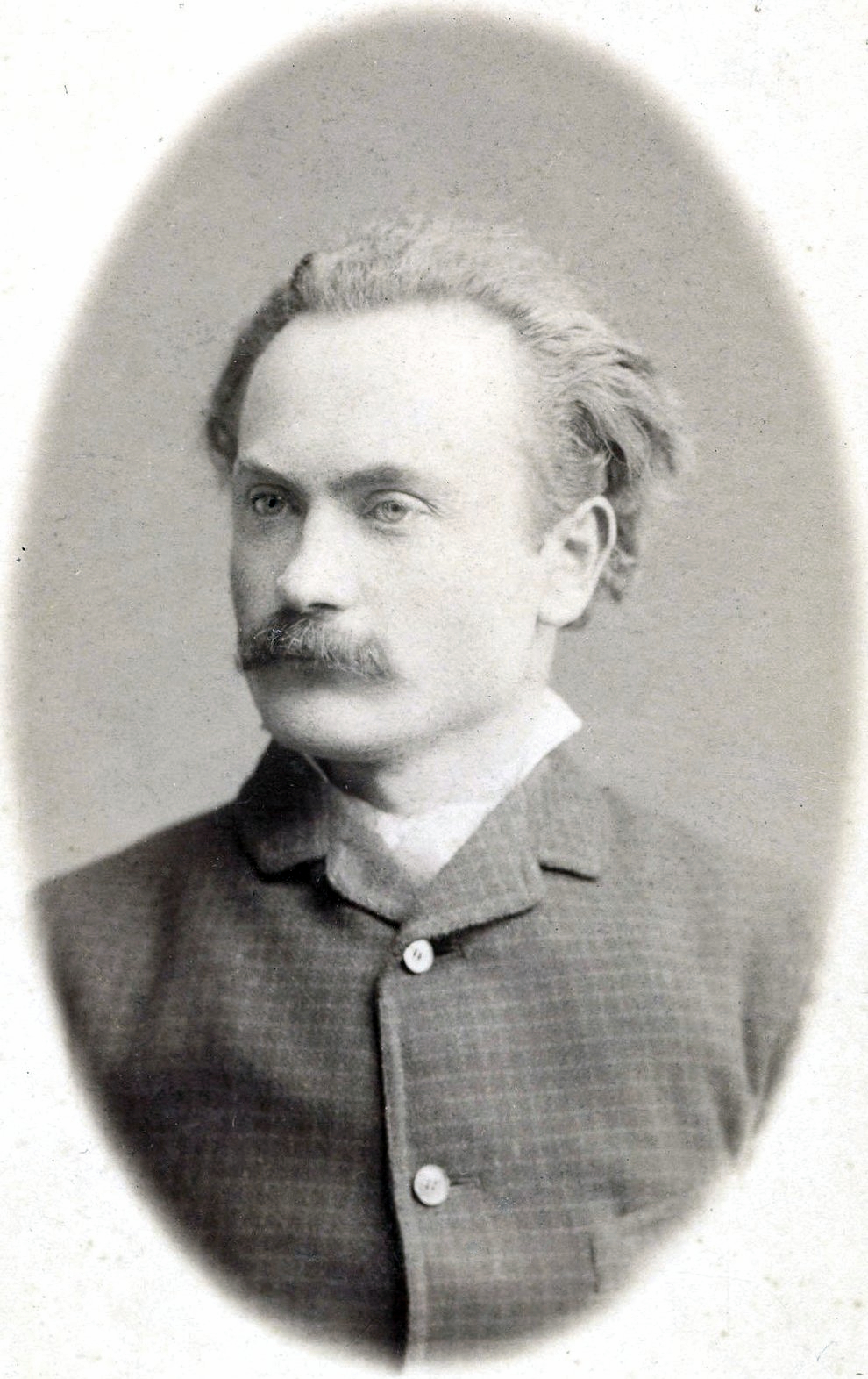
Ivan Franko, a város névadója

| - Nagybánya (1990) - Rzeszów (2000) - Chrzanów (2001) - Zielona Góra (2001) - Rybnik (2001) - Nagyvárad (2003) - Tomaszów Mazowiecki (2004) - Nyíregyháza (2004) - Opole, (2005) |  | - Târgoviște (2005) - Ochota (2006) - Trakai (2006) - Jelgava (2007) - Świdnica (2008) - Lublin (2009) - Koszalin (2010) - Nowa Sól-i járás (2010) - Přerov (2010) |

Az Ukrajna elleni orosz invázió miatt az Ivano-Frankivszki Városi Tanács 2022. április 14-n megszüntette a korábban 2008-tól fennállt testvérvárosi kapcsolatot Breszttel.

## Galéria

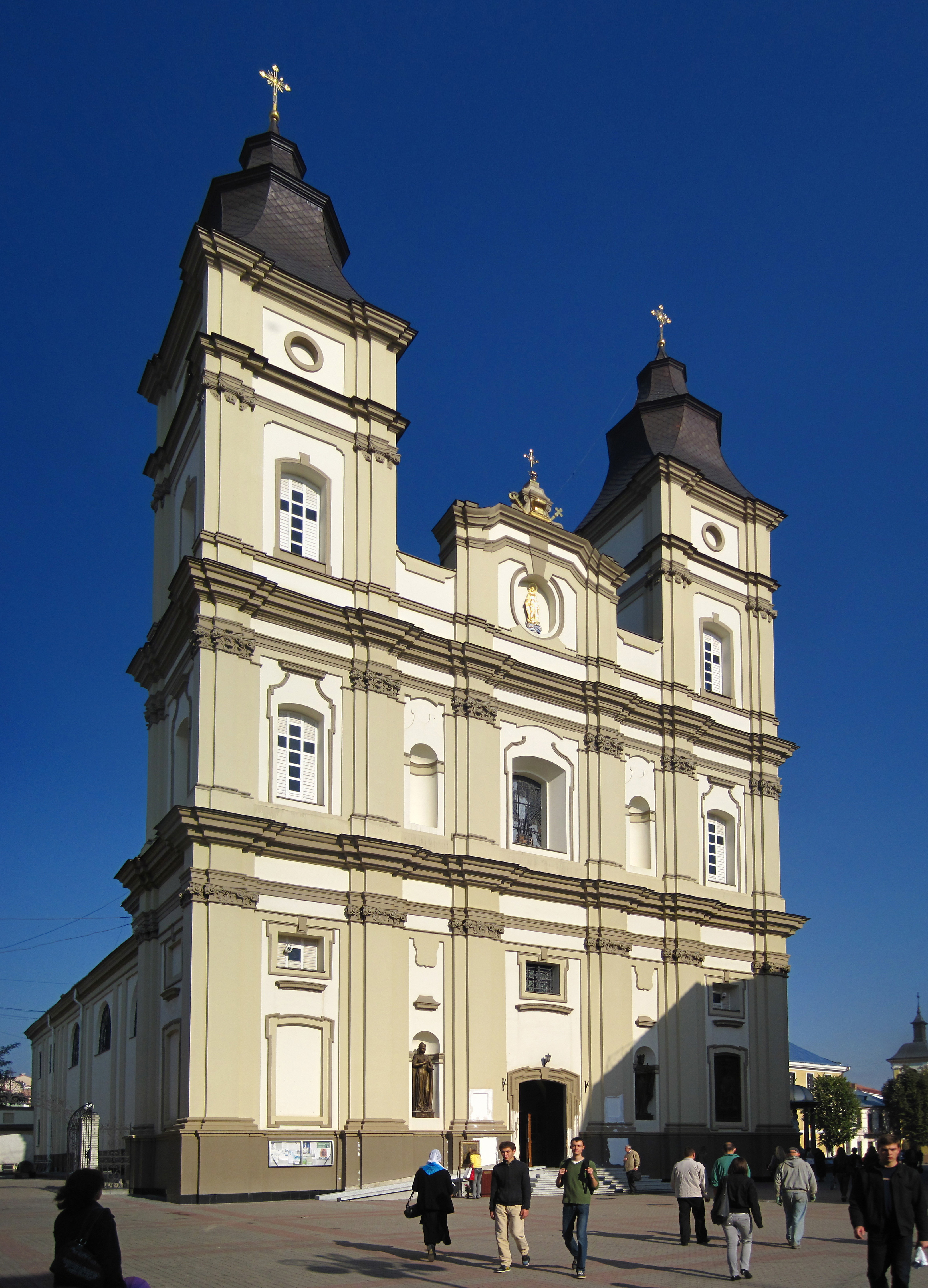
A Krisztus feltámadása székesegyház
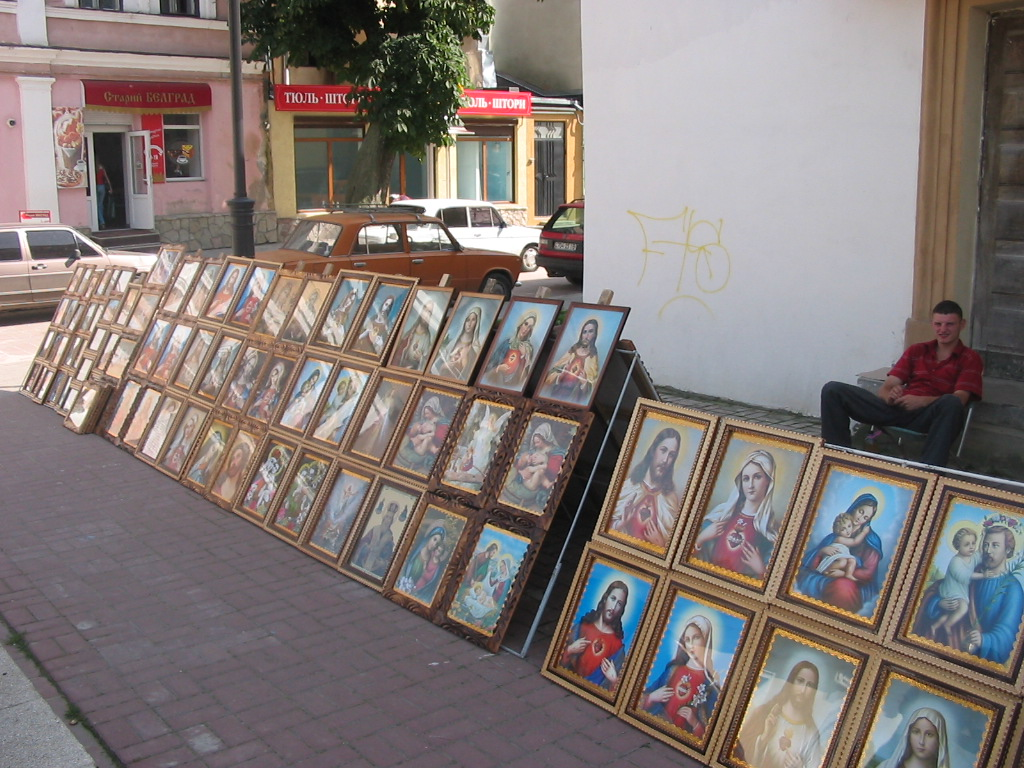
Kézzel festett festmények
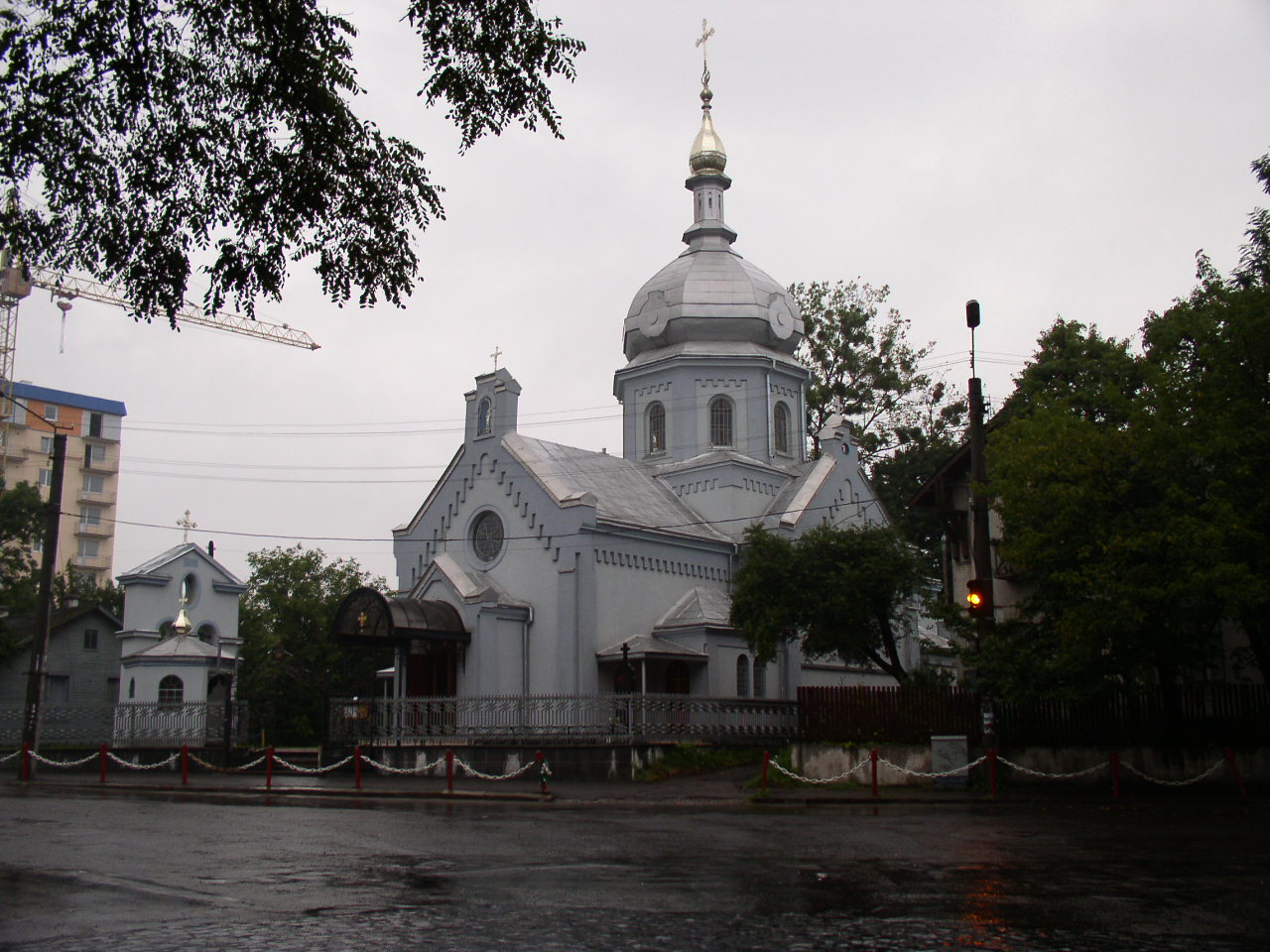
Szent József-templom
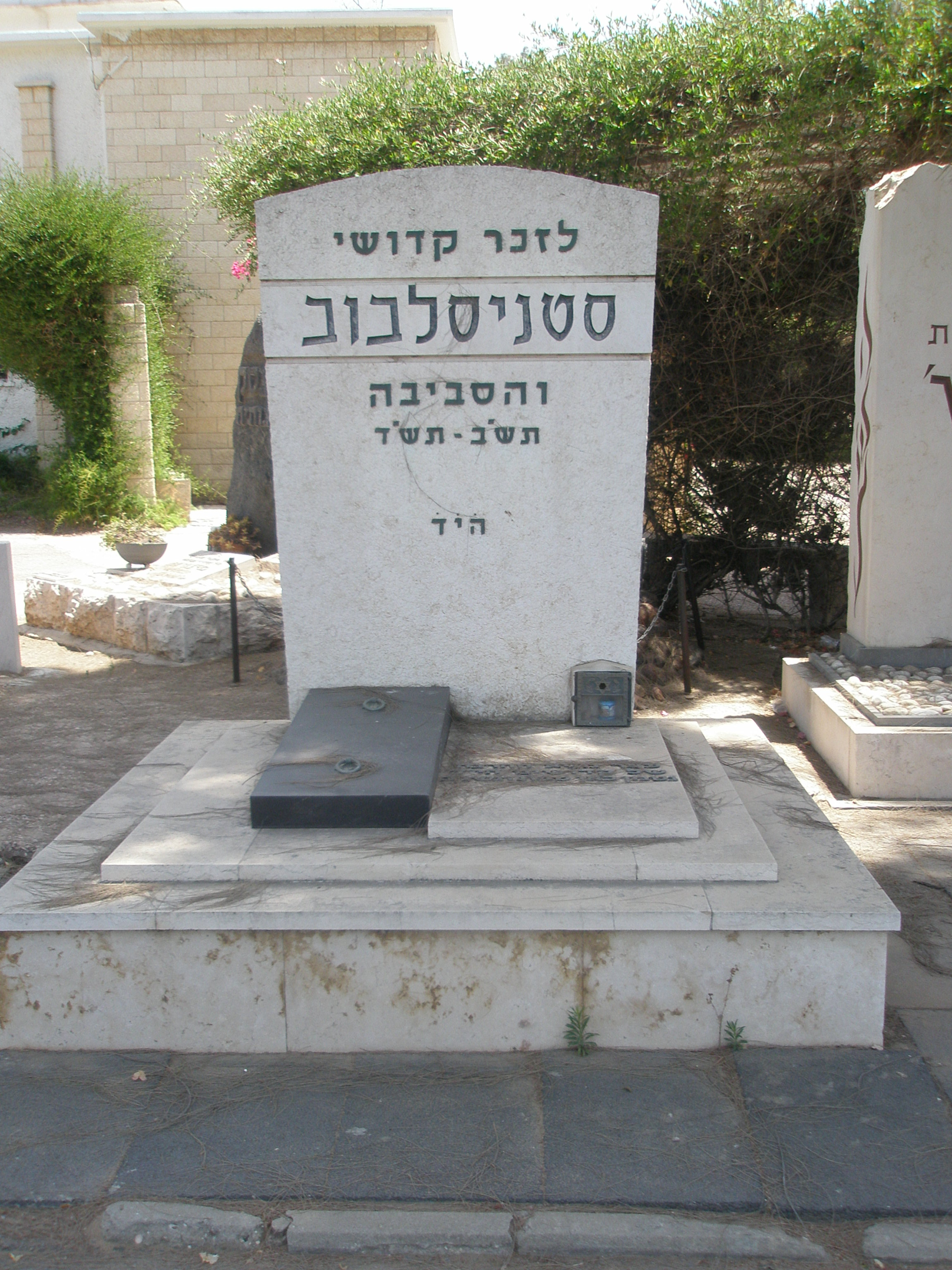
Zsidó emlékmű
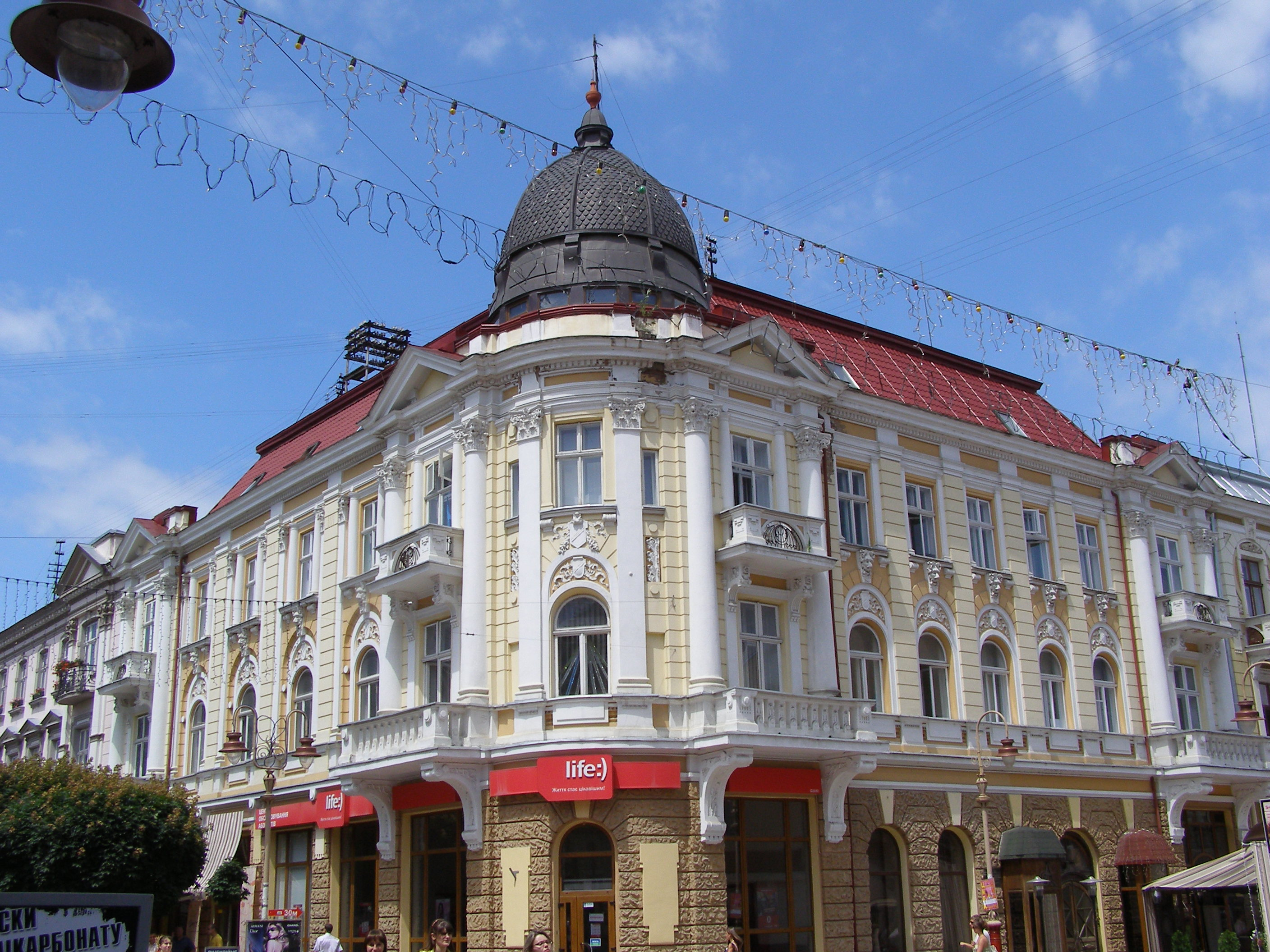
A belváros
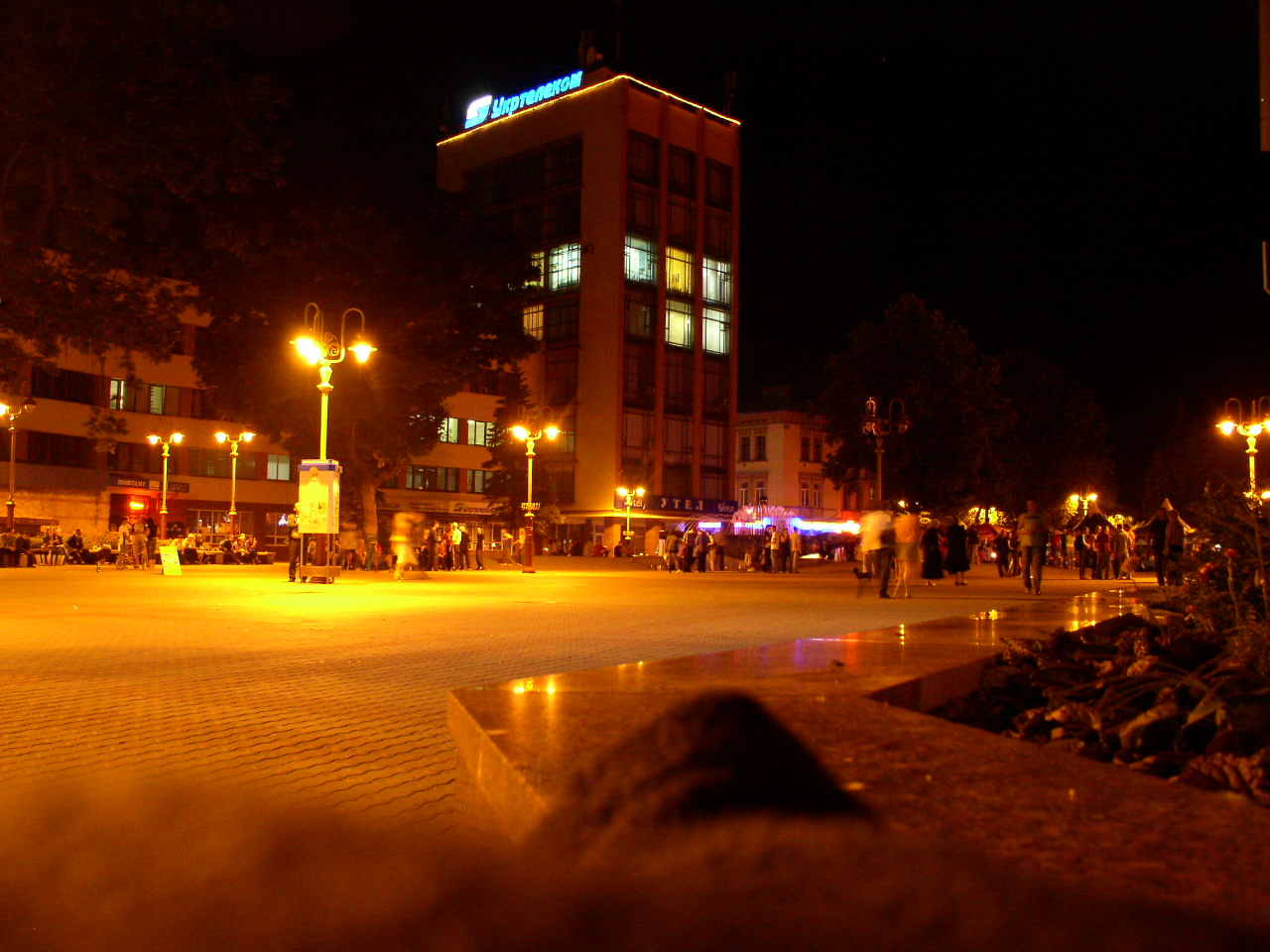
Ivano-Frankivszk belvárosa este

## Fordítás
Ez a szócikk részben vagy egészben  a(z)   Івано-Франківськ című ukrán Wikipédia-szócikk ezen változatának fordításán alapul.  Az eredeti cikk szerkesztőit annak laptörténete sorolja fel. Ez a jelzés csupán a megfogalmazás eredetét és a szerzői jogokat jelzi, nem szolgál a cikkben szereplő információk forrásmegjelöléseként.